# Лорен Пердю
Лорен Пердю  (англ. Lauren Perdue, 25 червня 1991) — американська плавчиня, олімпійська чемпіонка.

## Виступи на Олімпіадах
| Олімпіада   | Дисципліна                      | Місце |
| ----------- | ------------------------------- | ----- |
| Лондон 2012 | естафета 4 × 200 вільним стилем | 1     |

## Зовнішні посилання
- Досьє на sport.references.com [Архівовано 16 грудня 2012 у Wayback Machine.]